# Paspalum denticulatum
Paspalum denticulatum är en gräsart som beskrevs av Carl Bernhard von Trinius. Paspalum denticulatum ingår i släktet tvillinghirser, och familjen gräs. Inga underarter finns listade i Catalogue of Life.